# Razzmatazz (álbum)
Razzmatazz (estilizado em letras maiúsculas) é o primeiro álbum de estúdio da banda americana I Don't Know How But They Found Me. Foi inicialmente planejado para ser lançado pela Fearless Records dia 16 de outubro de 2020, mas foi adiado para 23 de outubro de 2020 devido a pandemia do COVID-19.

## Descrição
Os membros da banda confirmaram que continuariam com o tema dos anos 1980, igual ao seu primeiro EP 1981 Extended Play. Era para ser lançado, originalmente, em meados de 2019, mas a produção foi "(...) adiada devido a um sucesso inesperado", de acordo com o vocalista e baixista, Dallon Weekes.

## Lista de faixas
| Edição Digital |                                 |                   |         |  |
| N.º            | Título                          | Produtor(es)      | Duração |  |
| 1.             | "Leave Me Alone"                | Pagnotta          | 3:35    |  |
| 2.             | "Mad IQs"                       | Pagnotta Phillips | 3:02    |  |
| 3.             | "Nobody Likes the Opening Band" | Weekes            | 2:15    |  |
| 4.             | "New Invention"                 | Pagnotta          | 3:11    |  |
| 5.             | "From the Gallows"              | Pagnotta          | 2:42    |  |
| 6.             | "Clusterhug"                    | Pagnotta          | 3:12    |  |
| 7.             | "Sugar Pills"                   | Pagnotta          | 3:07    |  |
| 8.             | "Kiss Goodnight"                | Pagnotta          | 3:50    |  |
| 9.             | "Lights Go Down"                | Pagnotta          | 3:24    |  |
| 10.            | "Need You Here"                 | Pagnotta          | 3:07    |  |
| 11.            | "Door"                          | Weekes            | 1:32    |  |
| 12.            | "Razzmatazz"                    | Pagnotta          | 4:18    |  |
| Duração total: | Duração total:                  | Duração total:    | 37:15   |  |

| Edição Física  |                                 |                   |         |  |
| N.º            | Título                          | Produtor(es)      | Duração |  |
| 1.             | "Leave Me Alone"                | Pagnotta          | 3:44    |  |
| 2.             | "Indoctrination"                | Pagnotta          | 1:11    |  |
| 3.             | "Mad IQs"                       | Pagnotta Phillips | 3:02    |  |
| 4.             | "Nobody Likes the Opening Band" | Weekes            | 2:15    |  |
| 5.             | "New Invention"                 | Pagnotta          | 3:51    |  |
| 6.             | "From the Gallows"              | Pagnotta          | 2:42    |  |
| 7.             | "Clusterhug"                    | Pagnotta          | 3:35    |  |
| 8.             | "Sugar Pills"                   | Pagnotta          | 3:33    |  |
| 9.             | "Kiss Goodnight"                | Pagnotta          | 3:50    |  |
| 10.            | "Lights Go Down"                | Pagnotta          | 3:43    |  |
| 11.            | "Need You Here"                 | Pagnotta          | 3:29    |  |
| 12.            | "Door"                          | Weekes            | 1:29    |  |
| 13.            | "Tomorrow People"               | Pagnotta          | 1:19    |  |
| 14.            | "Razzmatazz"                    | Pagnotta          | 4:18    |  |
| Duração total: | Duração total:                  | Duração total:    | 42:11   |  |

## Equipe e Colaboradores
Banda:
- Dallon Weekes - vocalista, baixista, guitarrista, tecladista (também produtor).
- Ryan Seaman - bateria, percussão, vocal de apoio.

Músicos adicionais:
- Ian Walsh - guitarrista.
- Matt Apleton - saxofonista.
- Amelie Weekes - vocais adicionais.

Produtores:
- Tim Pagnotta.
- Dallon Weekes.
- Brian Philipps.